# Dragonfly (yacht)
M/Y Dragonfly är en megayacht tillverkad av Lürssen i Tyskland. Hon sjösattes i december 2023 och levererades i december 2024 till sin ägare, den amerikanske IT-entreprenören Sergey Brin. Prislappen för megayachten landade på 450 miljoner amerikanska dollar.
Megayachten designades exteriört av German Frers medan interiören designades av Nauta Yachts. Den är 142,08 meter lång och har en kapacitet upp till 24 passagerare fördelat på tolv hytter. Dragonfly har också en besättning på 53 besättningsmän.